# The Sweepers
The Sweepers (I dragamine) è una poesia scritta da Rudyard Kipling (1865-1936) e messa in musica dal compositore inglese Edward Elgar nel 1917, come la quarta di un ciclo di quattro canzoni legate alla guerra su argomenti nautici per il quale scelse il titolo "The Fringes of the Fleet" ("I margini della flotta").

## Storia
Come le altre del ciclo è intesa per quattro voci di baritono: un solista e coro. Era scritta in origine con accompagnamento orchestrale, ma fu in seguito pubblicata per voce e pianoforte.
Il poema fu chiamato da Kipling "Mine Sweepers" ("Dragamine"), e parla delle navi britanniche chiamate dragamine che sgombrarono i mari dalle mine nemiche durante la prima guerra mondiale.
T. S. Eliot incluse la poesia nella sua raccolta del 1941 A Choice of Kipling's Verse ("Selezione dei versi di Kipling").